# Harry Agar Lyons
Harry Agar Lyons (1878–1944) foi um ator britânico nascido na Irlanda.  Ele é conhecido por interpretar Fu Manchu em uma série de filmes mudos na década de 1920.

## Filmografia selecionada
- The World, the Flesh and the Devil (1914)
- The Chance of a Lifetime (1916)
- Diana and Destiny (1916)
- The Knave of Hearts (1919)
- The Man Who Forgot (1919)
- The Power of Right (1919)
- The Iron Stair (1920)
- The River of Stars (1921)
- The Romany (1923)
- Slaves of Destiny (1924)
- Henry, King of Navarre (1924)
- The Thoroughbred (1928)
- In a Lotus Garden (1931)
- Chinatown Nights (1938)